# 냉전의 개요
이 문서는 냉전의 개요를 목록 형식으로 서술한 것이다:
냉전 – 제2차 세계 대전 이후 서구권의 강대국(미국과 북대서양 조약 기구 회원국 등)과 동구권의 강대국(소비에트 연방과 바르샤바 조약 기구 회원국 등) 사이에 발생한 정치적, 군사적 긴장 기간을 말한다. 모든 역사학자들이 동의하지는 않지만 냉전의 기간은 일반적으로 1947-1991년으로 여겨진다. 냉전은 이 기간 동안 양측 사이에 직접적으로 대규모 전투가 벌어지지는 않았지만 기술적으로 엄청나게 경쟁했기 때문에 냉전이라 불리게 되었다. 이 기간 동안 양측 사이에 직접적인 전투가 벌어지지 않았던 이유로는 상호확증파괴의 원칙에 따라 미국과 소련 양국이 상대방이 공격하지 못하도록 핵무기를 개발하였다는 점이 지적된다. 대신 양국은 한국, 베트남, 아프가니스탄 등에서 첩보전, 선전, 대리전,기술전,등의 방식으로 전쟁을 지원함으로써 서로 경쟁하였다.

## 참여국
냉전의 참여국 – 냉전은 주로 동구권과 서방권 간의 경쟁으로 이루어졌다고 여겨진다. 냉전에 참여한 국가와 단체들이 아래 명시되어 있지만, 냉전의 사건과 관련된 국가들(대한민국, 조선민주주의인민공화국, 베트남 등)은 명시되어 있지 않으며, 중화인민공화국 등 어느 세력에도 속해 있지 않고 영향력 있는 역할을 한 국가들도 포함되어 있지 않다:

### 동구권
동구권 – 소비에트 연방과 동유럽의 위성국들을 포함한 냉전 중 공산주의 세력. 다음은 소련이 동유럽에 대한 통제를 확고히 하기 위해 창설한 조직과 조직에 속한 국가들의 목록이다:
- 경제상호원조회의 – 경제상호원조회의는 중부 유럽의 작은 국가들의 소련의 지배를 강화하려는 이오시프 스탈린의 열망으로 창립되었다. 경제상호원조회의는 처음에 소련이 동구권 지역에서 자재와 장비를 가져오는 역할을 맡았다. 연맹국들은 다음과 같다:
  -  소련
  -  불가리아 인민 공화국
  -  체코슬로바키아 공화국(1960년 이후 체코슬로바키아 사회주의 공화국)
  -  헝가리 인민 공화국
  -  폴란드 인민 공화국
  -  루마니아 인민 공화국
- 바르샤바 조약 기구 – 소련이 주도한 동유럽의 조약 기구. 경제상호원조회의의 군사적 보완 기구였다. 회원국은 다음과 같다:
  -  소련
  -  알바니아 인민 공화국 [a]
  -  불가리아 인민 공화국
  -  체코슬로바키아(1960년 이후 체코슬로바키아 사회주의 공화국)
  -  독일 민주 공화국(1990년 9월 독일 통일 이전까지)
  -  헝가리 인민 공화국
  -  폴란드 인민 공화국(1990년 1월 이전까지)
  -  루마니아 인민 공화국

또한,  벨로루시 SSR벨로루시 소비에트 사회주의 공화국과  우크라이나 SSR우크라이나 소비에트 사회주의 공화국은 국제 연합에서 소련과 따로 대표되었다. 바르샤바 조약 기구 회원국은 아니지만 베트남, 조선민주주의인민공화국, 쿠바, 라오스 등의 국가는 조약 기구의 회원국과 동맹 관계를 유지하였다.

### 서방권
서방권 – 냉전 기간 동안 소련과 동구권에 대하여 미국과 동맹국 세력. 미국의 봉쇄 정책으로 많은 국가들과 동맹을 맺었다.
- NATO (북대서양 조약 기구) – 북대서양과 유럽에서 1949년 설립된 군사 기구. 냉전 당시 회원국은 다음과 같다:
  -  벨기에
  -  캐나다
  -  덴마크
  -  프랑스
  -  아이슬란드
  -  이탈리아
  -  룩셈부르크
  -  네덜란드
  -  노르웨이
  -  포르투갈
  -  영국
  -  미국
  -  그리스 - 1952년 가입
  -  튀르키예 - 1952년 가입
  -  서독 - 1955년 가입
  -  스페인 - 1982년 가입
- SEATO(동남아시아 조약 기구) – 1954년에 동남아시아의 보호를 위해 설립되었으나 1977년 해체되었다. 회원국은 다음과 같다:
  -  오스트레일리아
  -  프랑스
  -  뉴질랜드
  -  파키스탄 - 현대 방글라데시를 포함
  -  필리핀
  -  태국
  -  영국
  -  미국
- ANZUS(태평양 안전 보장 조약) – 1952년 태평양에서 방어를 위해 설립되었다. 회원국은 다음과 같다:
  -  오스트레일리아
  -  뉴질랜드
  -  미국
- CENTO(중앙 조약 기구) – 1955년 중동에서 소련의 남하를 막기 위해 설립되었다. 미국은 공식적으로 참여하지 않았지만 회원국들을 지지하였다. 회원국은 다음과 같다:
  -  이란
  -  이라크 - 1959년 탈퇴
  -  파키스탄
  -  튀르키예
  -  영국

## 같이 보기
- 핀란드화
- 매카시즘
- 전후 경제호황
- 제3차 세계 대전

## 참고 문헌
- Brune, Lester, and Richard Dean Burns.  Chronology of the Cold War: 1917–1992 (2005), : 720쪽
- Tucker, Spencer, et al. eds. The Encyclopedia of the Cold War: A Political, Social, and Military History (5 vol., 2007) 1969쪽